# Нукусский государственный педагогический институт
Нукусский государственный педагогический институт имени Ажинияза (узб. Ajiniyoz nomidagi Nukus davlat pedagogika instituti / Ажиниёз номидаги Нукус давлат педагогика институти, каракалп. Ájiniyaz atındaǵı Nókis mámleketlik pedagogikalıq institutı / Әжинияз атындағы Нөкис мәмлекетлик педагогикалық институты) с момента открытия прошёл несколько этапов развития. 1934 году в Турткуле было открыто подготовительное отделение. 1 сентября 1935 года 42 выпускника этого отделения начали занятия в Каракалпакском государственном учительском институте с 12 преподавателями. В 1944 году после переезда в Нукус, институт был преобразован в Каракалпакский государственный педагогический институт. Первым ректором был И. Рафиков.

## История
В статусе педагогического института вуз функционировал до середины 1970-х годов, а в 1976 году ему был присвоен статус Нукусского государственного университета, а в начале 1990-х годов — Каракалпакского государственного университета имени Бердаха. В 1991 году, с обретением Узбекистаном независимости, на базе Каракалпакского государственного университета был воссоздан теперь уже Нукусский государственный педагогический институт (НГПИ), который с 1992 года носит имя Ажинияза — выдающегося мыслителя Приаралья середины XIX века и одного из ярких классиков каракалпакской поэзии.

## Общая информация
Общая площадь института составляет 65075 м², в частности учебная площадь — 25700 м². По состоянию на 2019 год институт насчитывает 9 факультетов (физика-труд, математика-информатика, дошкольное и начальное образование, педагогический, историко-географический, филологический, иностранных языков, химия-биология, физической культуры) и 27 кафедр. Ведётся подготовка специалистов по 23 направлениям бакалавриата и 14 специальностям магистратуры. Профессорско-преподавательский состав вуза насчитывает: 18 докторов наук, профессоров, 127 кандидатов наук, доцентов. Более 450 преподавателей обучают студентов бакалавриата и магистратуры основам наук. Институт располагается в 5 учебных корпусах. С 2018 года ректором Нукусского государственного педагогического института является кандидат физико-математических наук, доцент Байрам Пердебаевич Отемуратов. Количество иностранных студентов — более 50. Обучение ведётся на каракалпакском, узбекском, казахском, туркменском, русском, английском языках.

## Известные выпускники
Среди выпускников института много известных людей: герой Великой Отечественной войны П. Нурпейсов, Герои Узбекистана Алланияз Утениязов, Ибрайим Юсупов, Вера Пак, Толепберген Кайипбергенов,  Гайратдин Хожаниязов. Академики Марат Нурмухаммедов, Сабыр Камалов, Жуманазар Базарбаев, Амин Бахиев, Хусниддин Хамидов, Абатбай Даўлетов, Усербай Алеуов. Чемпион Азии по тяжёлой атлетике Рустам Джангабаев.

## Академический лицей НГПИ
Лицей основан в 1999 году, рассчитан на 400 мест. Учебный процесс лицея базируется на государственном стандарте образования и его реализации по двум направлениям: точные науки (техническое направление — физика, математика, информатика; экономическое направление — математика, английский язык, родной язык, литература) и социально-гуманитарные (история, английский язык, родной язык, литература).

## Ректоры
Первыми руководителями учительского института были: Рафиков И., Базаров Д., Досумов Я. М., Бекимбетов Т., Урумбаев Д. А. В последующие годы институт возглавляли Убайдуллаев К. У., Тетюшев А. П., Камалов С. К., Рзаев К. Р., Изимбетов Т. И. 1976 году на базе пединститута создан Нукусский государственный университет. С обретением Узбекистаном независимости, воссоздан теперь уже Нукусский государственный педагогический институт (НГПИ).  
| Период     | Ректор                 |
| ---------- | ---------------------- |
| 1991—2001  | Жуманазар Базарбаев    |
| 2001—2005  | Азат Матчанов          |
| 2005—2009  | Бахыт Жоллибеков       |
| 2009—2011  | Мурат Бердимуратов     |
| 2011—2015  | Барлыкбай Пренов       |
| 2015—2017  | Кууанышбай Оразымбетов |
| 2018—н. в. | Байрам Отемуратов      |

## Галерея

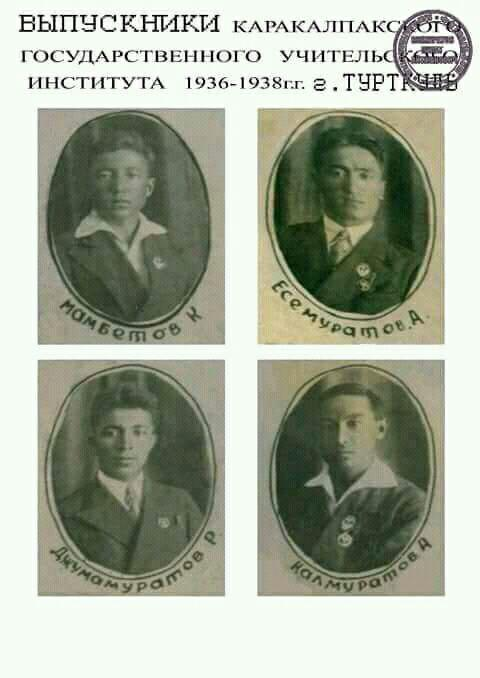
Первые выпускники Учительского института в Турткуле 1936-38 год
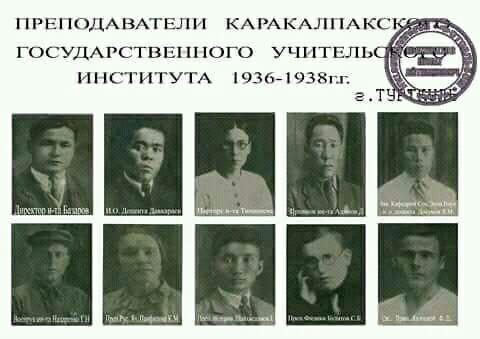
Первые преподаватели Учительского института в Турткуле 1936-38 год
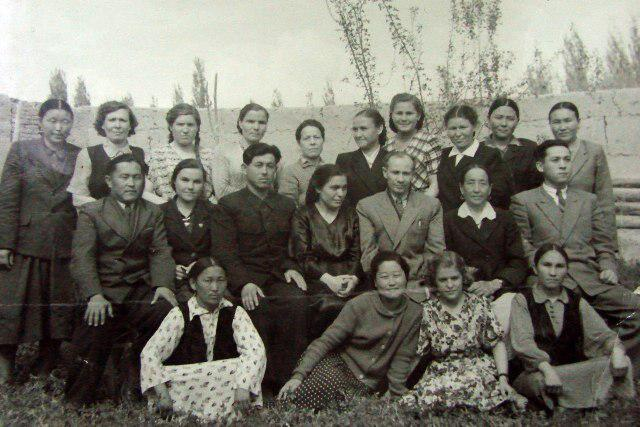
Студенты института
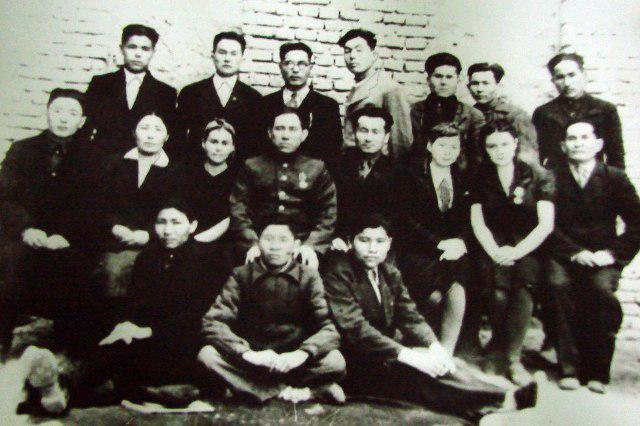
Студенты института
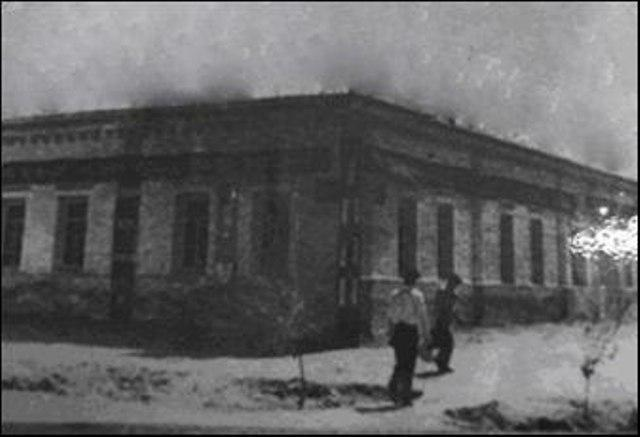
Учительский институт в Турткуле 1934 год
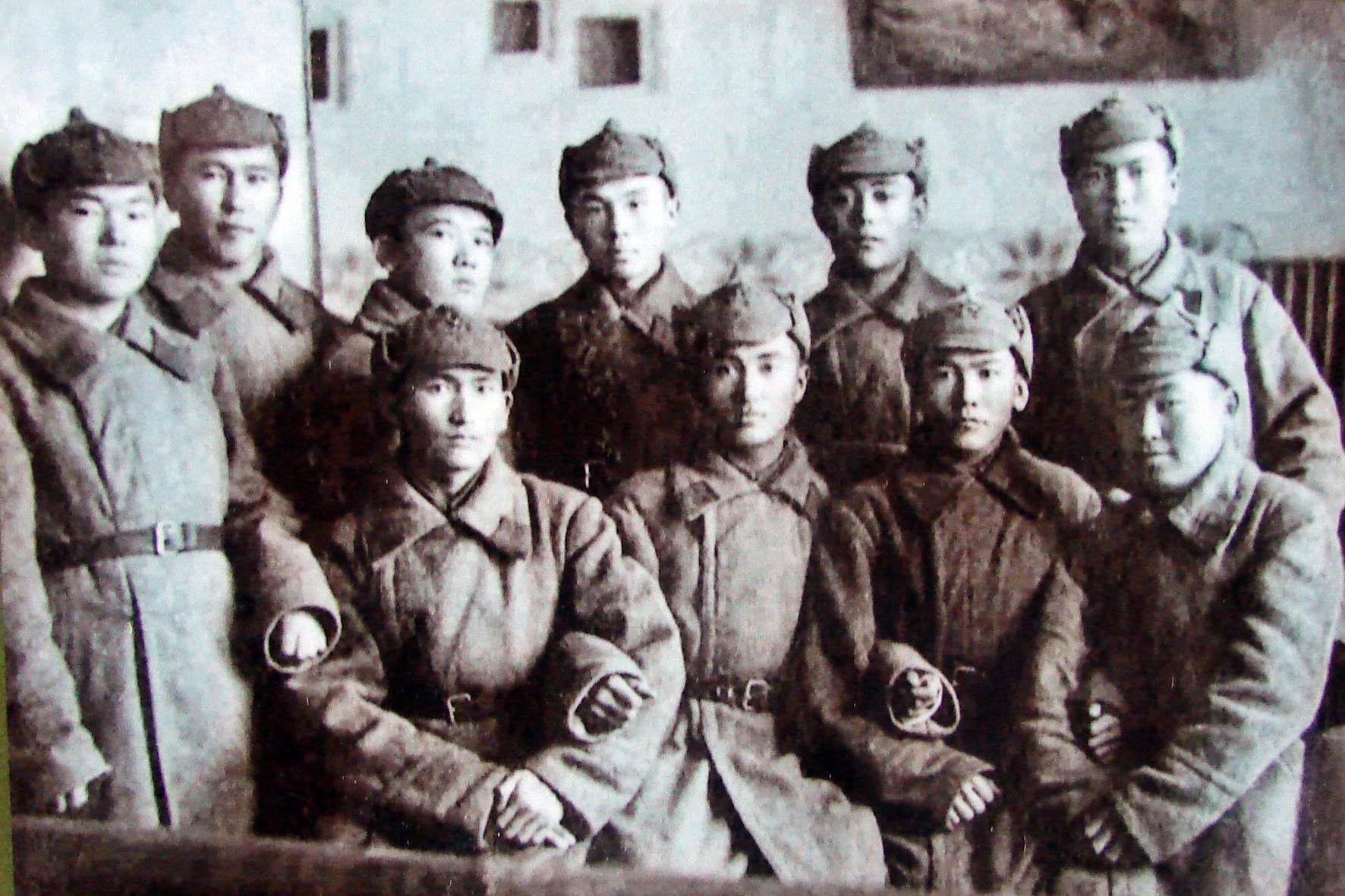
Студенты НГПИ 1941-1945 г
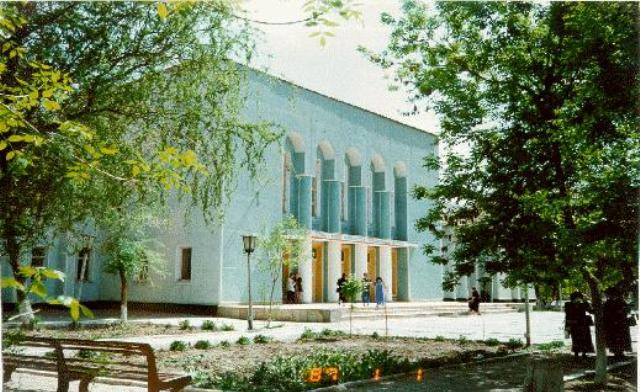
Здание института в Нукусе до 2015 года
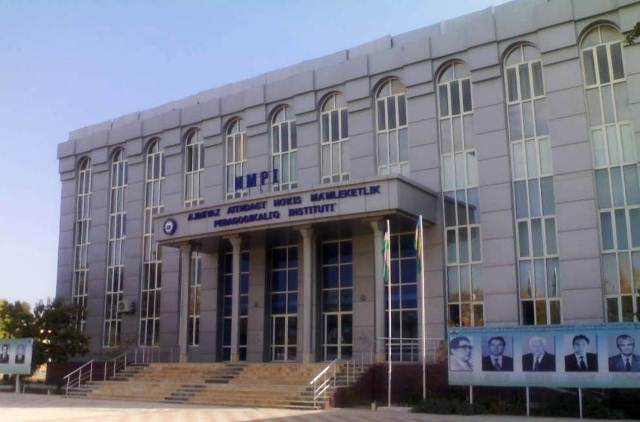
Здание института в Нукусе до 2017 года
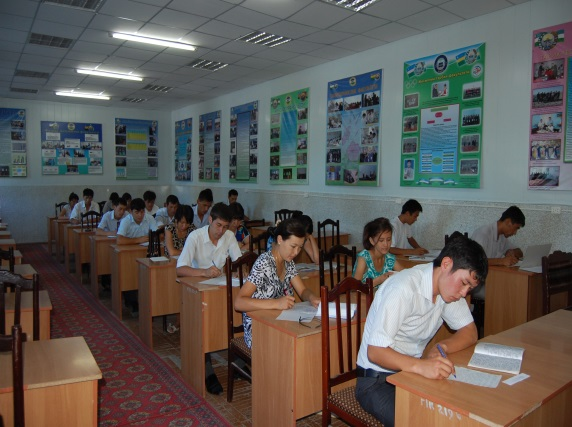
Библиотека